# Zerstörer 4
USS Claxton (DD-571) war ein Zerstörer der Fletcher-Klasse und wurde von der US-Marine im Pazifikkrieg eingesetzt. Das Schiff wurde 1959 als Rüstungshilfe leihweise der Bundesmarine überlassen und war dort bis 1981 im Dienst.

## Geschichte

### Bau
Der Stapellauf der Claxton fand am 1. April 1942 bei der Consolidated Steel Corporation in Orange, Texas statt. Das Schiff wurde von Mrs. A. D. Bernhard auf den Namen von Thomas Claxton, Offizier im Britisch-Amerikanischen Krieg, getauft. Die Indienststellung erfolgte am 8. Dezember 1942, der erste Kommandant war Herald F. Stout.

### Zeit in der US Navy
Die Claxton fuhr im März 1943 mit einem Konvoi nach Casablanca, danach wieder nach South Carolina, von wo aus sie im Mai 1943 zur Pazifikflotte wechselte. Dort schützte die Claxton anlandende Truppen in Rendova und den Salomonen. Im November 1943 nahm sie an der Seeschlacht bei der Kaiserin-Augusta-Bucht teil, wo sie Angriffe auf japanische Schiffe durchführte. Nach der Schlacht schleppte die Claxton den beschädigten Zerstörer Foote in die Purvis-Bucht. Ende des Monats nahm das Schiff an der Schlacht bei Kap St. George teil, in der ebenfalls mehrere japanische Kriegsschiffe versenkt wurden.
Im Februar 1944 wurde die Claxton während des Beschusses von Bougainville beschädigt. Sie wurde von zwei Geschossen am Heck getroffen, setzte den Beschuss aber mit ihren vorderen Geschützen fort. Schließlich zog sie sich in die Purvis-Bucht zurück, wo 15 Verwundete versorgt wurden. Danach fuhr sie für Reparaturen an die Westküste der USA.
Ab September 1944 nahm die reparierte Claxton an der Invasion von Palau und den Philippinen teil. Im Oktober wurde der Zerstörer in der See- und Luftschlacht im Golf von Leyte eingesetzt. In diesem Seegebiet patrouillierte sie auch danach, bis sie am 1. November von einem Kamikazeflieger getroffen wurde. Dabei wurden große Teile des Rumpfes geflutet, fünf Seeleute starben, 23 wurden verwundet. Beschädigt rettete die Claxton noch 187 Seeleute der gesunkenen Abner Read.
Nach der erneuten Reparatur des Schiffes kämpfte sie im Januar 1945 im Golf von Lingayen und beschoss in den darauf folgenden Wochen die Küsten der Philippinen und beschützte anlandende Truppen. Ab Mai 1945 diente sie als Radarwache vor Okinawa, wo sie am 6. Juni zwölf Kamikaze-Flugzeuge abschoss.
Am 19. Oktober erhielt die Claxton in Washington DC die Presidential Unit Citation für ihre Leistungen, wurde dann in New York überholt und am 18. April 1946 in Reserve gestellt.

### Zerstörer 4 (D 178)
siehe auch: Klasse 119
1959 wurde der Zerstörer in der Charleston Navy Yard grundüberholt und modernisiert. Das Geschütz 53 wurde entfernt, ebenso alle 20-mm-Flak und die vordere Torpedorohrgruppe. Es wurden sechs 3"-Flak in Doppellafetten sowie deutsche Navigationsgeräte eingebaut und der Pfahlmast durch einen Dreibeinmast ersetzt. Die Umbaukosten betrugen etwa 5 Millionen US-Dollar. Am 15. Dezember 1959 erfolgte im Rahmen des Military Assistance Program die leihweise Übergabe an die Bundesrepublik Deutschland, die das Schiff als Zerstörer 4 (D 178) in Dienst stellte. Nach Erprobungen und Übungen verließ Zerstörer 4 Charleston und fuhr nach Flensburg. Zerstörer 4 gehörte zum 3. Zerstörergeschwader.
Das Schiff wurde im Rahmen der Werftliegezeiten mehrmals umgebaut. So wurde die Brücke unter Wegfall der offenen Brücke vergrößert und es wurden zwei U-Abwehr-Torpedorohre an Oberdeck auf Höhe der Torpedorohrgruppe aufgestellt. Anfang der 1960er-Jahre erfolgte eine Umrüstung auf zwei 40-mm-Flak L/70 in Einzellafetten; die 76,2-mm-Flak wurden ausgebaut. 1962 wurde das Schiff wieder rückgerüstet. 1973 wurde die verbliebene Torpedorohrgruppe ausgebaut. Der Drehkranz verblieb an Bord und die entstandene Lücke wurde durch einen Laufgang überbrückt. Zu Versuchszwecken erhielt der Zerstörer 4 1974 ein komplettes Modul mit einem 76-mm-Geschütz von Oto Melara auf der Position des achteren 76,2-mm-Flak-Zwillings. Das Modul wurde 1975 wieder ausgebaut. Die 76,2-mm-Flak kam nicht wieder an Bord.
Der Zerstörer 4 wurde am 1. Oktober 1974 aus der Liste der Kriegsschiffe der US Navy gestrichen und 1976 für etwa 375.000 DM von der Bundesrepublik Deutschland gekauft. Am 26. Februar 1981 wurde er in Griechenland von der Bundesmarine außer Dienst gestellt und zugleich von der griechischen Marine als Materialersatzteilträger übernommen. Im Juni 1992 wurde das Schiff in Eleusis abgebrochen.

### Kommandanten (Bundesmarine)
| Nr. | Name                                                                                            | Beginn der Amtszeit | Ende der Amtszeit |
| --- | ----------------------------------------------------------------------------------------------- | ------------------- | ----------------- |
| 16. | Kapitän zur See Dieter Klages: mit der Wahrnehmung der Geschäfte beauftragt                     | Januar 1981         | Februar 1981      |
| 15. | Fregattenkapitän Alfred Thomas                                                                  | Januar 1980         | Dezember 1980     |
| 14. | Fregattenkapitän Martin Tetzlaff                                                                | Oktober 1977        | Dezember 1979     |
| 13. | Fregattenkapitän Gerhard Krancke                                                                | April 1976          | September 1977    |
| 12. | Fregattenkapitän/Kapitän zur See Hein-Peter Weyher                                              | Dezember 1974       | April 1976        |
| 11. | Fregattenkapitän Ulrich Borgemeister                                                            | April 1973          | Dezember 1974     |
| 10. | Fregattenkapitän Dietrich Wachendorf                                                            | Dezember 1970       | März 1973         |
| 9.  | Fregattenkapitän Joachim Guse                                                                   | März 1970           | Dezember 1970     |
| 8.  | Fregattenkapitän Heinz Siewert                                                                  | November 1968       | März 1970         |
|     | reduzierte Besatzung                                                                            | März 1968           | November 1968     |
| 7.  | Fregattenkapitän Wolfgang Benzino                                                               | Oktober 1966        | März 1968         |
| 6.  | Fregattenkapitän Joachim-Albrecht von Holleuffer                                                | Oktober 1965        | September 1966    |
| 5.  | Fregattenkapitän Erwin Rau                                                                      | September 1964      | September 1965    |
| 4.  | Fregattenkapitän Klaus-Jürgen Bühring                                                           | Oktober 1963        | August 1964       |
| 3.  | Fregattenkapitän Jürgen Hardtke (Erster Offizier): mit der Wahrnehmung der Geschäfte beauftragt | Juli 1963           | September 1963    |
| 2.  | Fregattenkapitän Hans-Helmut Klose                                                              | Februar 1962        | Juni 1963         |
| 1.  | Fregattenkapitän Hans-Walter Buch                                                               | Mai 1959            | Februar 1962      |

## Auszeichnungen
Die Claxton erhielt während des Zweiten Weltkriegs acht Battle Stars und eine Presidential Unit Citation.